# Cazaux-Savès
 Cazaux-Savès  là một xã thuộc tỉnh Gers trong vùng Occitanie tây nam nước Pháp. Xã này có độ cao trung bình 154 mét trên mực nước biển.